# Palîvoda, Nijîn
Palîvoda (în ucraineană Паливода) este un sat în comuna Kunașivka din raionul Nijîn, regiunea Cernihiv, Ucraina.

## Demografie
Componența lingvistică a localității Palîvoda
     Ucraineană (98,56%)
     Rusă (1,44%)
Conform recensământului din 2001, majoritatea populației localității Palîvoda era vorbitoare de ucraineană (98,56%), existând în minoritate și vorbitori de rusă (1,44%).